# Músculo omohioideo
El músculo omohioideo, que se designa también con los nombres de omoplatohioideo o escápulohiodeo, es un músculo aplanado, largo y delgado que se extiende a los lados del cuello, desde el borde supérior de la escápula al hueso hioides. Presenta en su parte media un tendón aplanado más o menos cilíndrico, tendón medio o intermedio, que divide el cuerpo muscular en dos porciones o vientres, uno inferior y otro superior, por lo que es un músculo digástrico.

## Inserciones
El vientre inferior se inserta en el borde superior de la escápula, por dentro de la escotadura coracoidea; sigue luego hacia medial y anterior, cruza por fuera del paquete neurovascular del cuello y se continúa con el tendón intermedio. Este, al continuarse con el vientre anterior, toma una dirección hacia cefálico y se fija en la porción externa del hueso hioides y en su asta, inmediatamente por fuera del esternocleidohioideo.

## Relaciones
La inserción escapular de este músculo está cubierta por el trapecio. Al pasar hacia la región supraescapular, su cara anterior se relaciona con la clavícula y el músculo subclavio, continuando con un trayecto superficial, hasta estar cubierto solamente por la aponeurosis, el músculo cutáneo y la piel. Luego cruza profundo al músculo esternocleidomastoideo y se vuelve de nuevo superficial en su parte superior.
La parte profunda del omohioideo está en relación con el músculo serrato mayor en su origen, después con los músculos escalenos, el plexo braquial y el paquete neurovascular del cuello (yugular interna, carótida común y neumogástrico); finalmente su porción vertical está separada de la glándula tiroides y la faringe por los músculos tirohioideo y esternotiroideo.

## Inervación
Recibe ramos nerviosos del asa del hipogloso, procedentes de las ramas anteriores de los tres primeros nervios cervicales.

## Acción
Su acción es actuar como un depresor del hueso hioides y como tensor de la aponeurosis cervical media, así favoreciendo la circulación venosa del cuello durante la inspiración.
- Datos: Q1049279
- Multimedia: Omohyoid muscles / Q1049279